# Celestin Hochbrucker
Celestin Hochbrucker (Tagmeisheim, Baviera), 10 de gener de 1727 - [...?], 1803) fou un músic i compositor i frare de l'Orde de Sant Benet, bavarès.
Va aprendre composició amb P. v. Camerloher, ensems que amb els estudis artístics i literaris. El 1747 ingressà en l'orde, prenent l'hàbit en el Monestir de Weihenstephan, i el 1752 s'ordenà sacerdot.
Com el seu germà Christian fou notable organista, arpista i compositor. El seu oratori Els jueus captius a Manassa, conté uns bells cors, que encara avui són populars a Baviera.